# Distrito Histórico do Rio Ashley
O Distrito Histórico do Rio Ashley (em inglês:  Ashley River Historic District) é um distrito histórico localizado a oeste do Ashley, no Lowcountry em Charleston, Carolina do Sul, Estados Unidos. O distrito histórico inclui terras de cinco municípios, quase igualmente divididas entre os condados de Charleston e Dorchester. O distrito inclui terras secas, pântanos e charcos da bacia hidrográfica do Rantowles Creek e Stono Swamp.
O distrito histórico inclui recursos históricos e arqueológicos associados à cultura do arroz e à mineração de fosfato do início do século XVIII até meados do século XIX, e às plantações de caça e às reservas da indústria madeireira do final do século XIX até meados do século XX. Historicamente, os rios Wando, Cooper, Ashley, Stono e Edisto serviram como as principais rotas de transporte no Lowcountry. Essas hidrovias foram usadas para exploração e assentamento, movimentação de mercadorias e cultivo de safras básicas.
Foi listado no Registro Nacional de Lugares Históricos em 1994. Seus limites foram aumentados de 7.000 acres para 23.828,26 acres em 22 de outubro de 2010.
Inclui alguns dos seguintes locais listados separadamente como propriedades contribuintes:
- Rio Ashley
- Ashley River Road
- Fort Bull
- Atlantic Coast Line Railroad Trestle
- Drayton Hall, um Marco Histórico Nacional;
- Magnolia Plantation and Gardens;
- Runnymeade Schoolhouse
- Middleton Place, outro Marco Histórico Nacional
- Old Dorchester;
- The Laurels
- MacLaura Hall

## Galeria

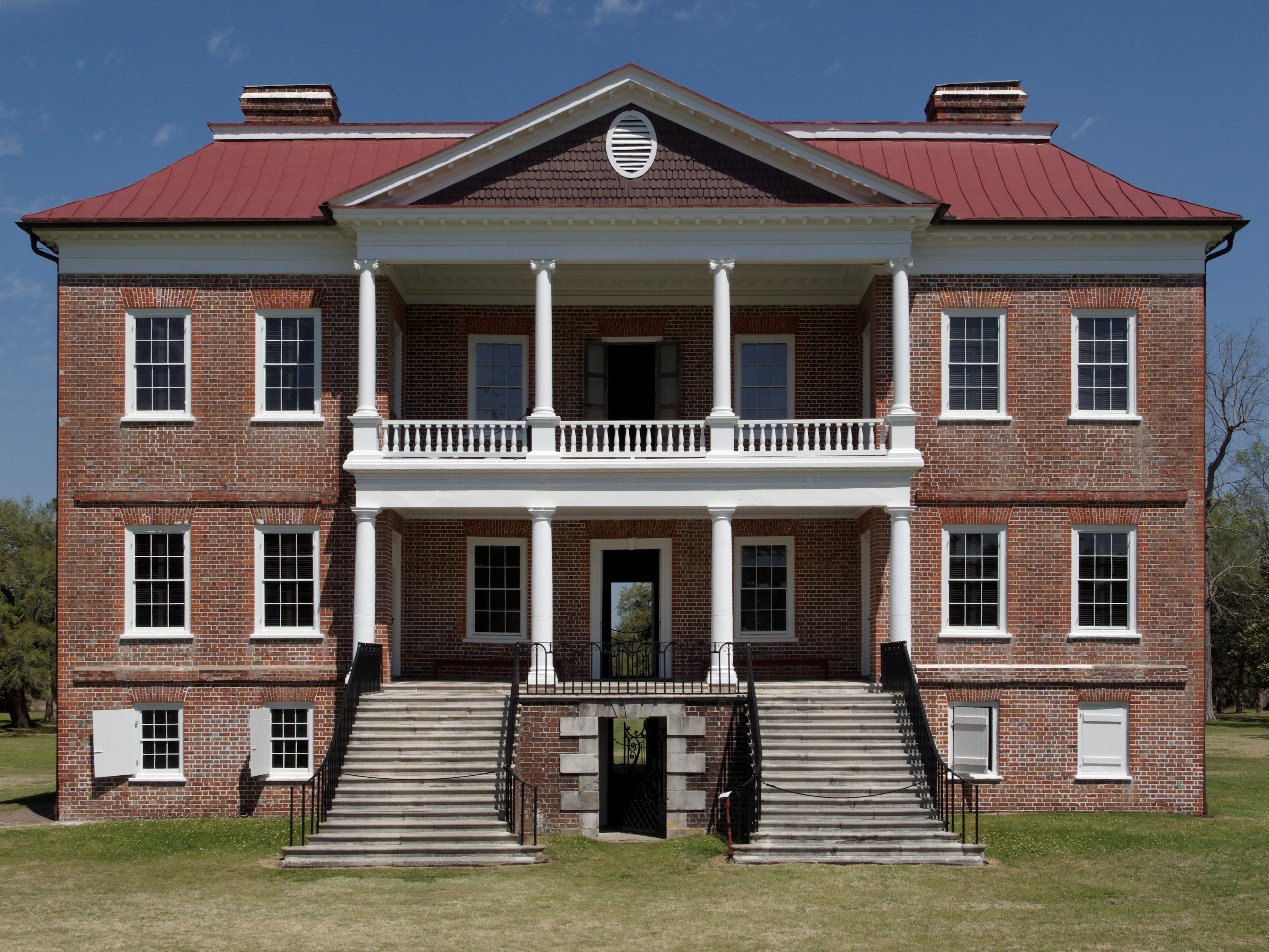
Drayton Hall, vista frontal
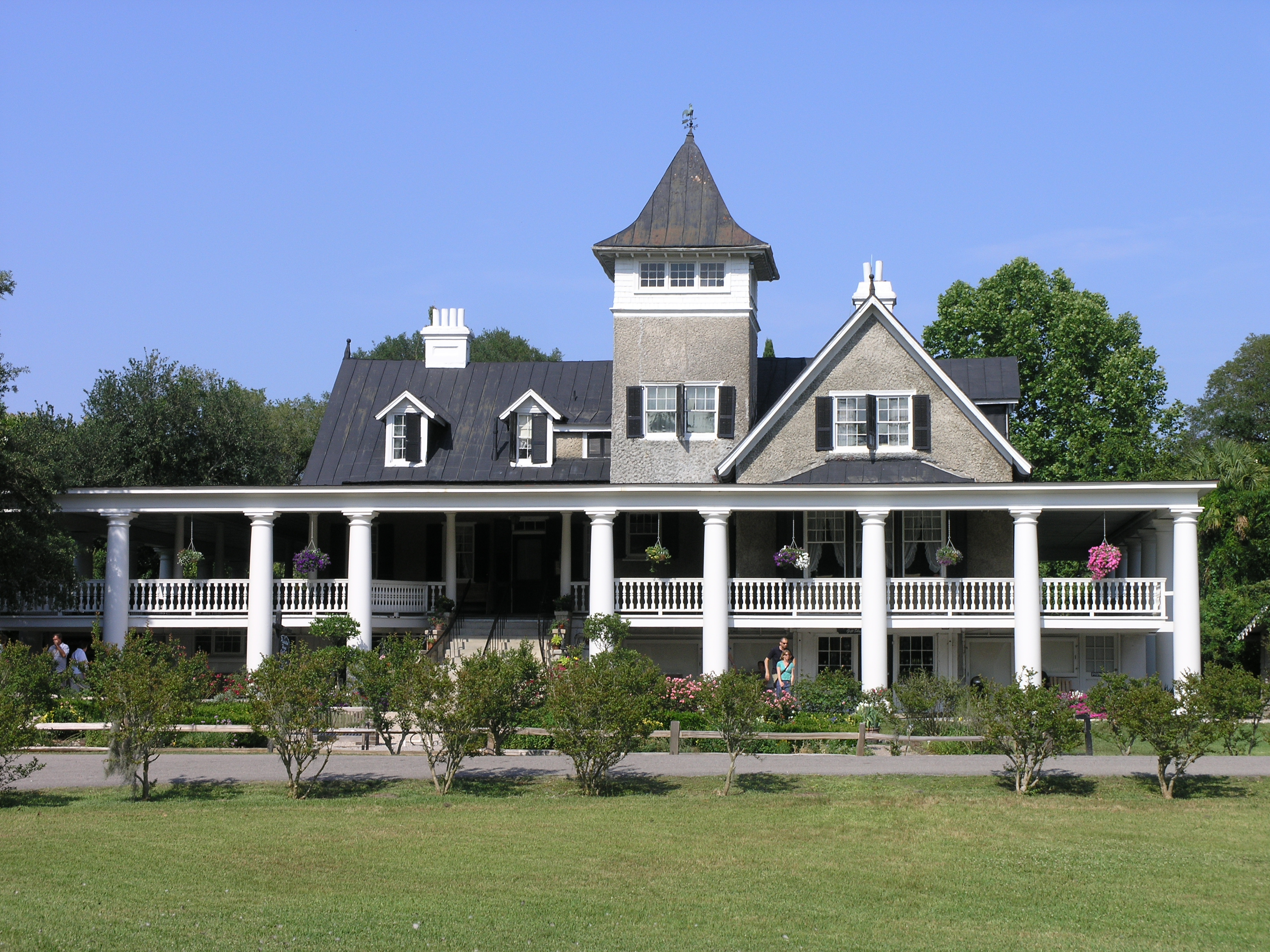
Casa na Plantação Magnolia
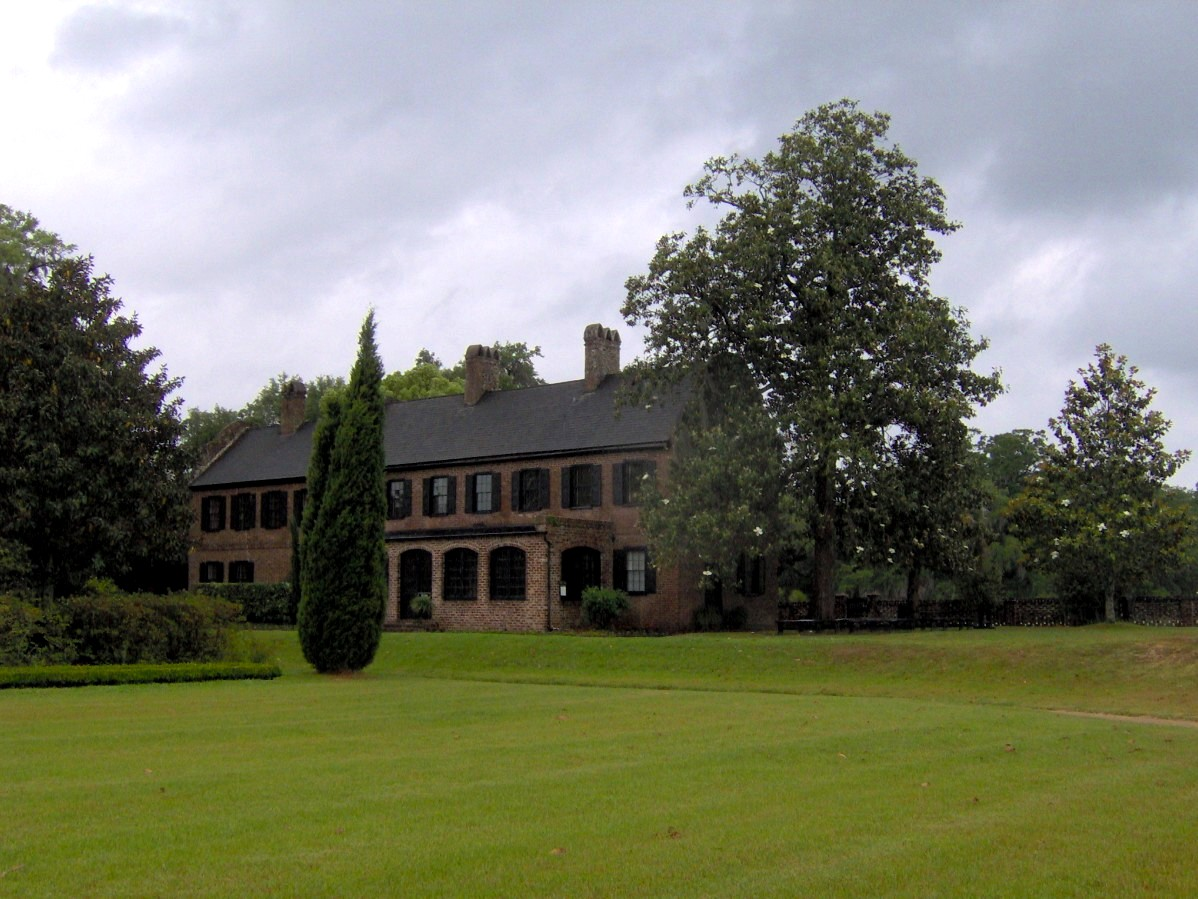
Middleton Place
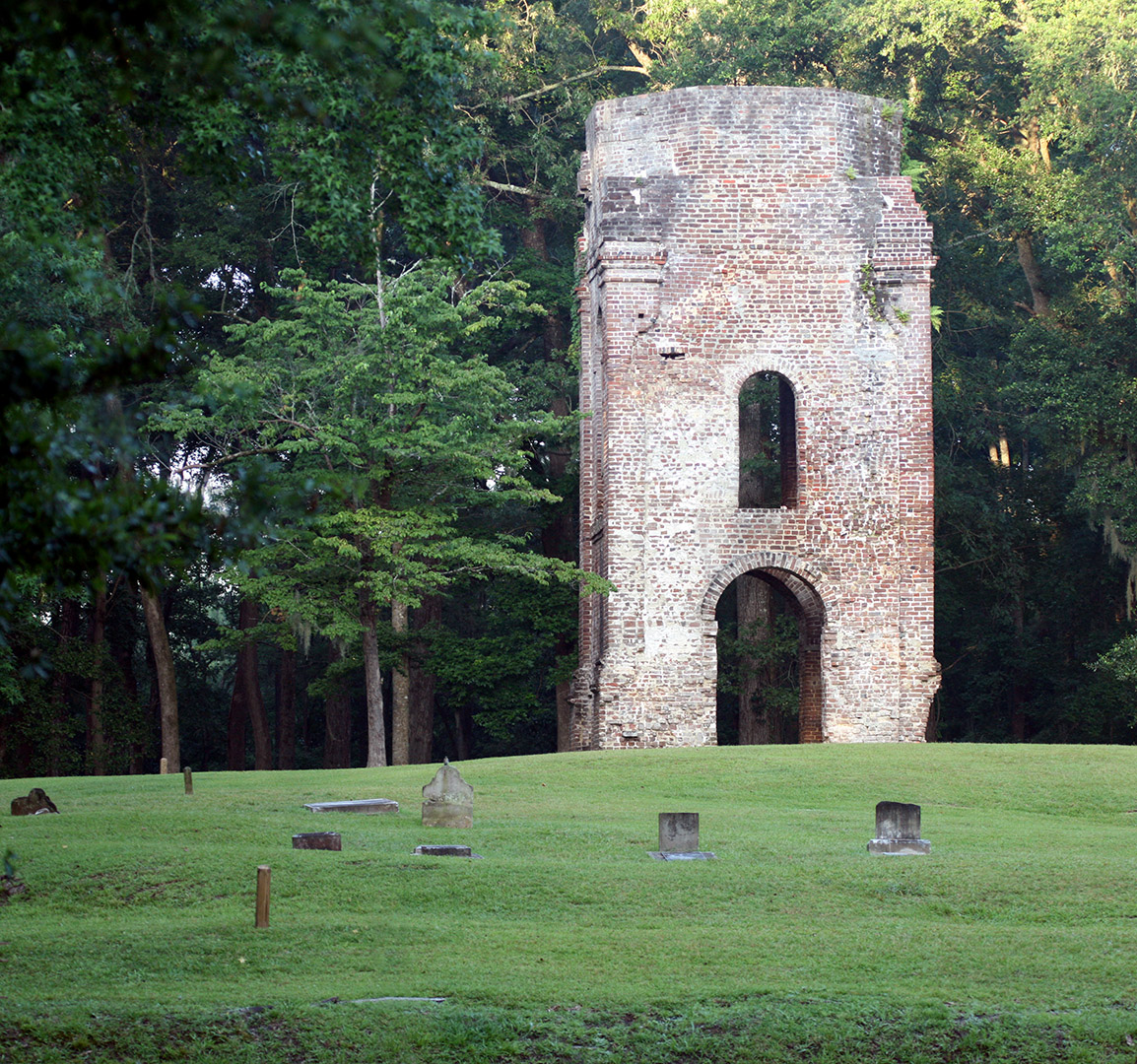
Ruínas da Torre do Sino de St. George em Old Dorchester